# Macario II
Macario II, al secolo Michail Andreevič Nevskij (in russo Михаи́л Андре́евич Не́вский?) (Šapkino, 1º ottobre 1835 – Kotel'niki, 2 marzo 1926), fu, dal 25 novembre 1912 al 20 marzo 1917, giorno in cui rinunciò alla carica, l'ultimo metropolita di Mosca prima della restaurazione del patriarcato. È venerato come santo dalla Chiesa ortodossa russa.
In Russia è ricordato anche con l'appellativo di "Apostolo degli Altaj" (in russo Aпостол Алтая?).

## Biografia
Nacque nel 1835 a Šapkino. Sostenuto dal padre, sagrestano, nel 1854 entrò nel seminario di Tobol'sk e partecipò alla missione del Santo Sinodo russo di conversione della regione degli Altaj.
Nel 1861 fu ordinato monaco. Da allora fino al 1864 lavorò al monastero di Ĉulijŝmanskij. Tra il 1868 e il 1869 studiò la lingua altai e pubblicò dei libri in questo idioma. Nel 1883 fu prima nominato capo della missione di evangelizzazione degli Altaj e poi vescovo di Bijsk. Nel 1891 divenne vescovo di Tomsk, ruolo che ricoprì fino al 1912.

## Vescovo metropolita di Mosca
Il 25 novembre 1912 fu eletto dal Santo Sinodo russo Vescovo metropolita di Mosca. Nel 1913 divenne membro dell'Accademia Teologica di San Pietroburgo.
Si dimise il 20 marzo 1917, spianando la strada per l'elezione del Patriarca Tichon, e si ritirò nel monastero di Nikolo-Ugrežsky.

## Dopo il ritiro

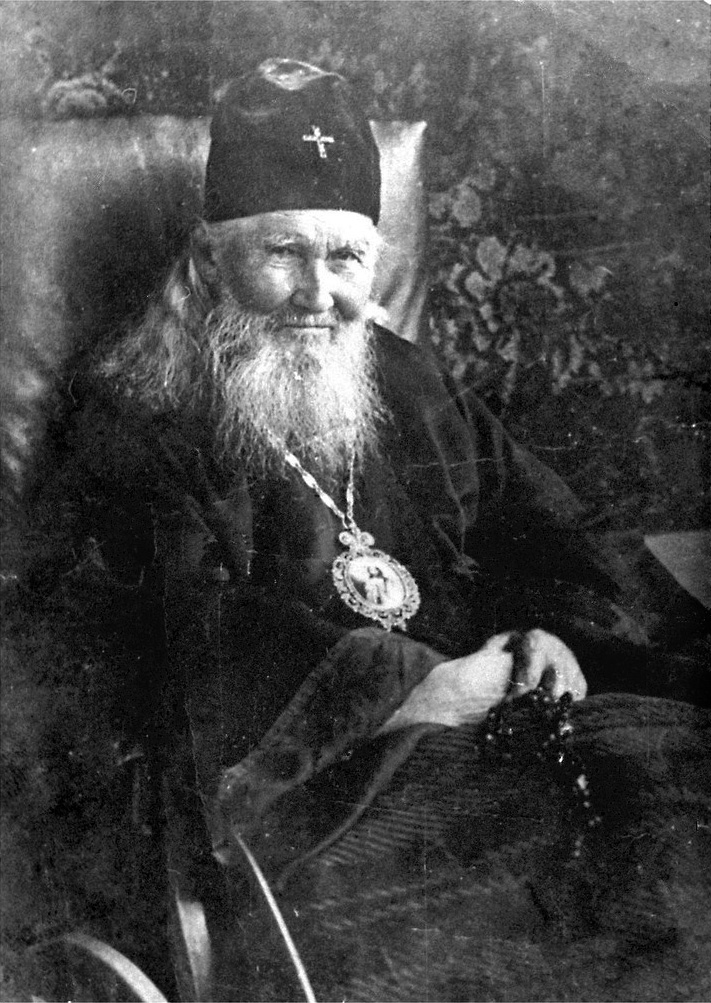
Macario II poco prima della morte

Nel 1920 fu nominato da Tichon Metropolita degli Altaj. Morì il 2 marzo 1926 a 90 anni. Il suo corpo, inizialmente sepolto a Kotel'niki, fu traslato, secondo alcuni ancora incorrotto, nel monastero della Trinità di San Sergio a Sergiev Posad.
Nel 2000 fu canonizzato da Alessio II.
Il 31 agosto 2016, alla presenza del Patriarca Cirillo I, le reliquie di San Macario II sono state trasferite nella Chiesa di San Macario Glucharëv di Gorno-Altajsk (nella quale visse per buona parte della sua vita), in attesa del completamento dei lavori della Cattedrale cittadina.